# カトリン・シスカ
カトリン・シスカ（Katrin Siska、1983年12月10日、タリン出身）は、エストニアのミュージシャン。ポップ・ロック・バンドのバニラ・ニンジャのメンバー。
2009年8月に、エストニア中央党に入党した。